# Márcio de Azevedo
Márcio de Azevedo, mais conhecido como Márcio Goiano (Goiânia, 23 de setembro de 1969), é um treinador e ex-futebolista brasileiro que atuava como zagueiro. Atualmente está sem clube

## Estatística
| Clube           | Jogos | Vitórias | Empates | Derrotas |
| --------------- | ----- | -------- | ------- | -------- |
| Grêmio Prudente | 8     | 3        | 2       | 3        |
| São Caetano     | 9     | 2        | 4       | 3        |
| Goiás           | 11    | 6        | 1       | 4        |
| Criciúma        | 21    | 6        | 7       | 8        |
| Red Bull Brasil | 9     | 3        | 4       | 2        |
| ABC             | 8     | 2        | 3       | 3        |
| Figueirense     | 99    | 40       | 32      | 27       |
| CRB             | 6     | 2        | 0       | 4        |
| Aparecidense    |       |          |         |          |
| Náutico         | 43    | 23       | 10      | 10       |